# Marshall (Wisconsin)
Marshall is een plaats (village) in de Amerikaanse staat Wisconsin, en valt bestuurlijk gezien onder Dane County.

## Demografie
Bij de volkstelling in 2000 werd het aantal inwoners vastgesteld op 3432. In 2006 is het aantal inwoners door het United States Census Bureau geschat op 3583, een stijging van 151 (4,4%).

## Geografie
Volgens het United States Census Bureau beslaat de plaats een oppervlakte van 4,6 km², waarvan 4,4 km² land en 0,2 km² water. Marshall ligt op ongeveer 285 m boven zeeniveau.

## Plaatsen in de nabije omgeving
De onderstaande figuur toont nabijgelegen plaatsen in een straal van 16 km rond Marshall.